# Диоген (картина Жерома)
«Диоген» — картина французского художника Жана-Леона Жерома (1824—1904), представителя академизма XIX века. Написана маслом в 1860 году, хранится в Художественном музее Уолтерса в Балтиморе (штат Мэриленд, США). Картина вдохновлена легендой о древнегреческом философе Диогене Синопском.

## Философ Диоген
Точные свидетельства о жизни философа Диогена Синопского не сохранены. Исследователи нашли факты о пяти различных Диогенах в Древней Греции, что мешает воспроизвести биографию философа. Персонаж исторических анекдотов, Диоген Синопский, вёл аскетический образ жизни, презирал роскошь и зависимость каждого человека от общества. Таким появился Диоген в трактате Диогена Лаэртского и таким его видели в XIX веке.
Пренебрежение к обществу побуждало Диогена к сознательному нищенству, к атеизму, непризнанию авторитетов в политике и философии, современной ему общественной морали. Он питался объедками, которые подбирал на базаре, носил обноски и жил в пифосе — большом глиняном горшке для вина. Ему дали презрительное прозвище Собака и считали «Безумным Сократом».
Исторический анекдот о маргинале Диогена — пользовался популярностью и использовался как сюжет для картин, гравюр, рельефов многими мастерами разных стран (Рафаэль, Джованни Бенедетто Кастильоне, Хосе де Рибера, Пьер Пюже, Тарас Шевченко, Иоганн Тишбейн, Джон Уильям Уотерхаус).

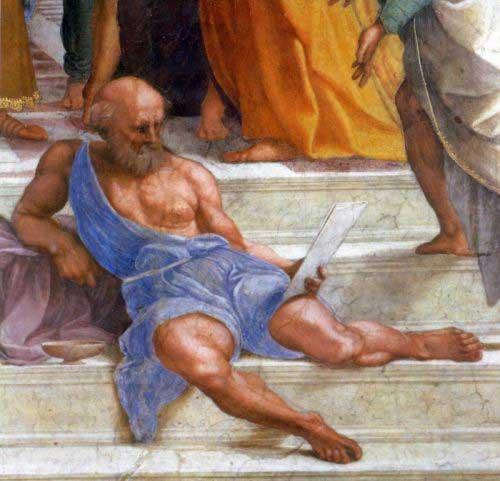
Диоген на фреске Рафаэля «Афинская школа», 1510—1511
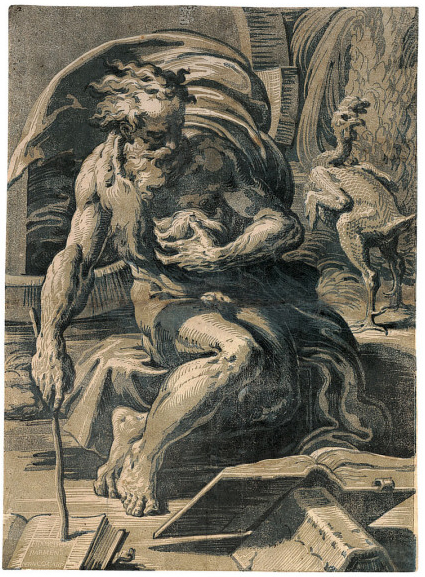
Гравёр Уго да Карпи[англ.]. Философ-киник Диоген, 1529
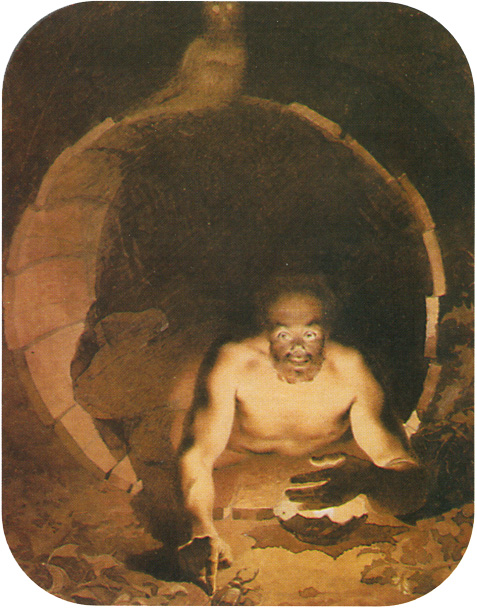
Тарас Шевченко, Диоген, 1856
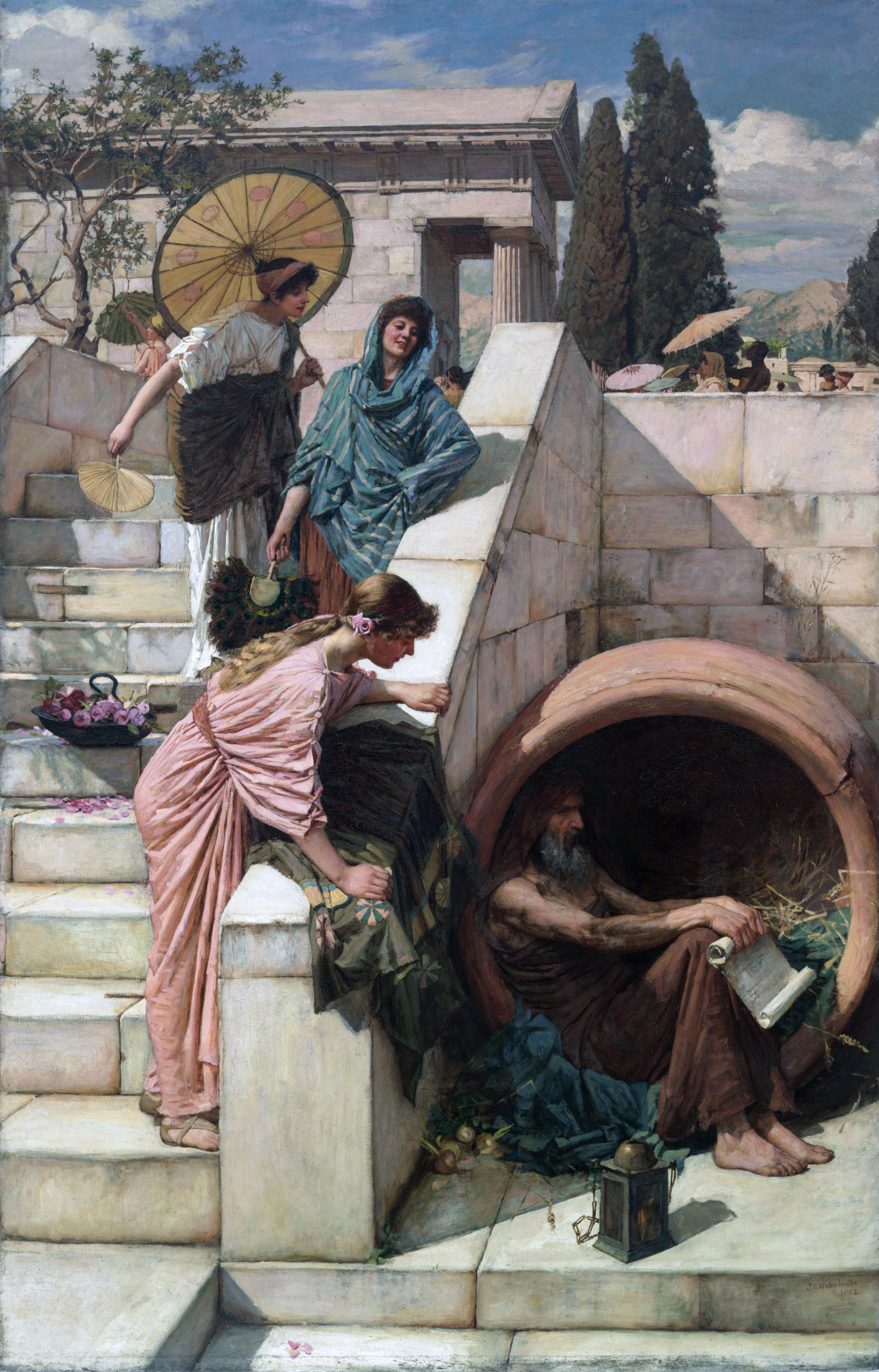
Джон Уильям Уотерхаус, Диоген[фр.], 1882

## Картина Жерома

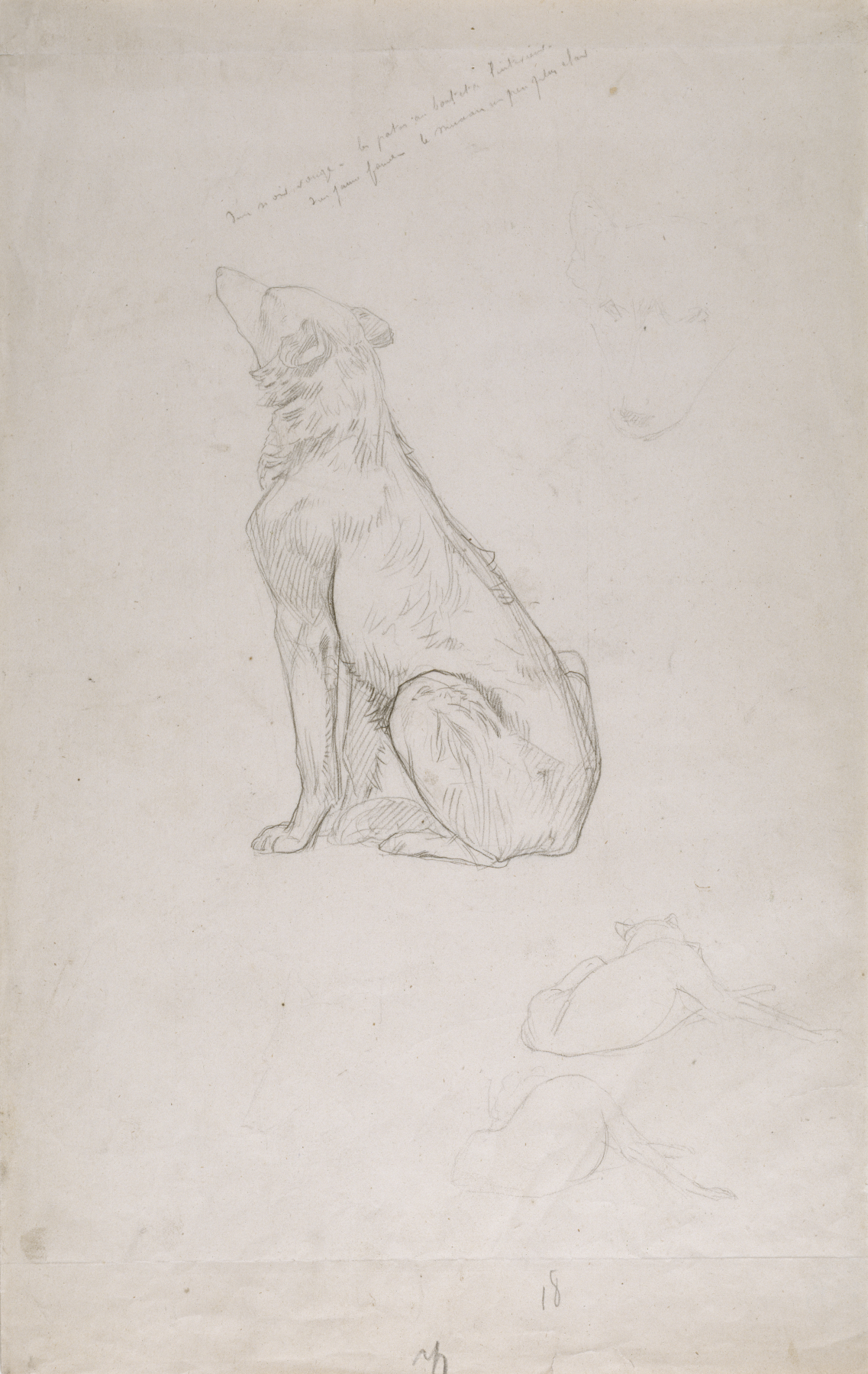
Этюд собаки

На картине изображен философ Диоген (404—323 года до н. э.), сидящий на соломенной подстилке в том, что он называет своим домом, — в большим пифосе, лежащем на боку на углу здания Метроона в Афинах. Философа легко узнать: он предпочёл жить в нищете, отказывается от социальных условностей и общественных норм. Он выживает только благодаря благотворительности. По словам Сенеки, его забавляла реакция презрения и отвращения, которую он вызывал.
Диоген бос и одет в простой трибон, обвязанный вокруг талии. Диоген чинит фонарь со свечой, чтобы отправиться на поиски человека. Он зажигает лампу днём: философ бродил по улицам при свете своей лампы, которую подносил к лицам прохожих, тщетно выискивая «добродетельного человека». Его паломнический посох с сумой прислонены к стенке кувшина. Философа сопровождают четыре собаки, сидящие перед ним. Диоген предпочитает компанию собак, чей простой образ жизни он избрал. Собаки служат эмблемой его философии «кинизма» (греч. kynikos, «как собака»).
Справа на заднем плане виден почти безлюдный город. Пифос Диогена зажат между тротуаром, большим камнем и прислонёна к стене здания. Подпись художника на стене вверху слева: «J. L. GEROME — MDCCCLX».
На картине преобладают коричнево-землистые тона, отражающие суровые условия жизни, выбранные философом. Тщательно проработаны фактура глиняного пифоса, шерсть животных, старая стена здания с подписью художника.
Будучи последователем академизма и заранее зная, что его картина украсит богатое жилище, Жером не рисовал грязную одежду философа и его грязное тело.
Размеры холста 74,5х101 см, размеры с рамой 105,25х132,56х15,24 см.

### Провенанс
Первым известным владельцем полотна стал Эрнест Гамбар в Лондоне 3 марта 1861 года. 7 марта 1865 года картина была приобретена международным аукционным домом Goupil & Cie в Париже. Упоминается продажа картины в 1866 году за 590 долларов. Затем владельцем стал Август Бельмонт в Нью-Йорке в ноябре 1872 года.
Наконец, картина была куплена Уильямом Томпсоном Уолтерсом в Балтиморе в 1872 году. Новый владелец передал свою коллекцию живописи по наследству своему сыну Генри Уолтерсу в 1894 году, который, в свою очередь, завещал её Художественному музею Уолтерса в Балтиморе в 1931 году.